# Momir Ilić
Momir Ilić, född 22 december 1981 i Aranđelovac i dåvarande SFR Jugoslavien, är en serbisk handbollstränare och tidigare handbollsspelare (vänsternia).

## Meriter i urval
Internationella titlar
- Champions League-mästare: 2 (2010 och 2012) med THW Kiel
- EHF-cupmästare 2009 med VfL Gummersbach
- IHF Super Globe-mästare 2011 med THW Kiel

Inhemska titlar
- Tysk mästare: 3 (2010, 2012 och 2013) med THW Kiel
- Ungersk mästare: 5 (2014, 2015, 2016, 2017 och 2019) med Veszprém KC

Med landslaget
- EM-silver 2012 med Serbiens landslag